# Meer Bomen Nu
Meer Bomen Nu is een initiatief van Stichting MEERGroen,  Urgenda en Caring Farmers. Sinds 2020 verplanten zij elk jaar zaailingen van jonge bomen naar plekken waar ze meer kans hebben om te groeien. Dit gebeurt van 1 november tot 1 april, omdat de bomen in deze periode in rust zijn.
Tussen 2020 en 2024 heeft de organisatie in Nederland meer dan 2 miljoen bomen verplant, en in alle landen samen 2,5 miljoen.
In 2024 waren er bij de samenwerking inmiddels 25.000 vrijwilligers actief op meer dan 900 oogstlocaties. Het Ministerie van Landbouw, Visserij, Voedselzekerheid en Natuur (LVVN) meldt dat Meer Bomen Nu na Staatsbosbeheer de grootste boomaanplantorganisatie in Nederland is. Uit een enquête onder 189 plantlocaties blijkt dat 80 procent van de verplaatste zaailingen overleeft.
Naast zelf geoogste zaailingen verspreidt de organisatie regelmatig kweekoverschot van kwekers zoals fruitbomen.
Het Meer Bomen Nu initiatief heeft de volgende doelstellingen:
- Klimaatverandering tegenhouden
- Biodiversiteit verhogen
- Handelingsperspectief geven aan mensen met klimaatzorgen

## Geschiedenis
De Meer Bomen Nu methode is ontwikkeld door de Stichting MEERGroen, in 2011 opgericht door ecoloog Franke van der Laan. In 2020 sloegen MEERGroen, Urgenda en Caring Farmers de handen ineen en werd onder de naam Meer Bomen Nu een landelijke campagne ontwikkeld. In 2021 kwam de beweging in een stroomversnelling door de inzet van het Meer Bomen Nu team van Urgenda en het landelijke netwerk van Caring Farmers. Er werd een Bomenplanner ontwikkeld, waarmee veel acties geautomatiseerd werden. Hierdoor werd het makkelijker om oogstdagen te organiseren en vraag en aanbod van zaailingen lokaal en regionaal op elkaar af te stemmen.

## Methode

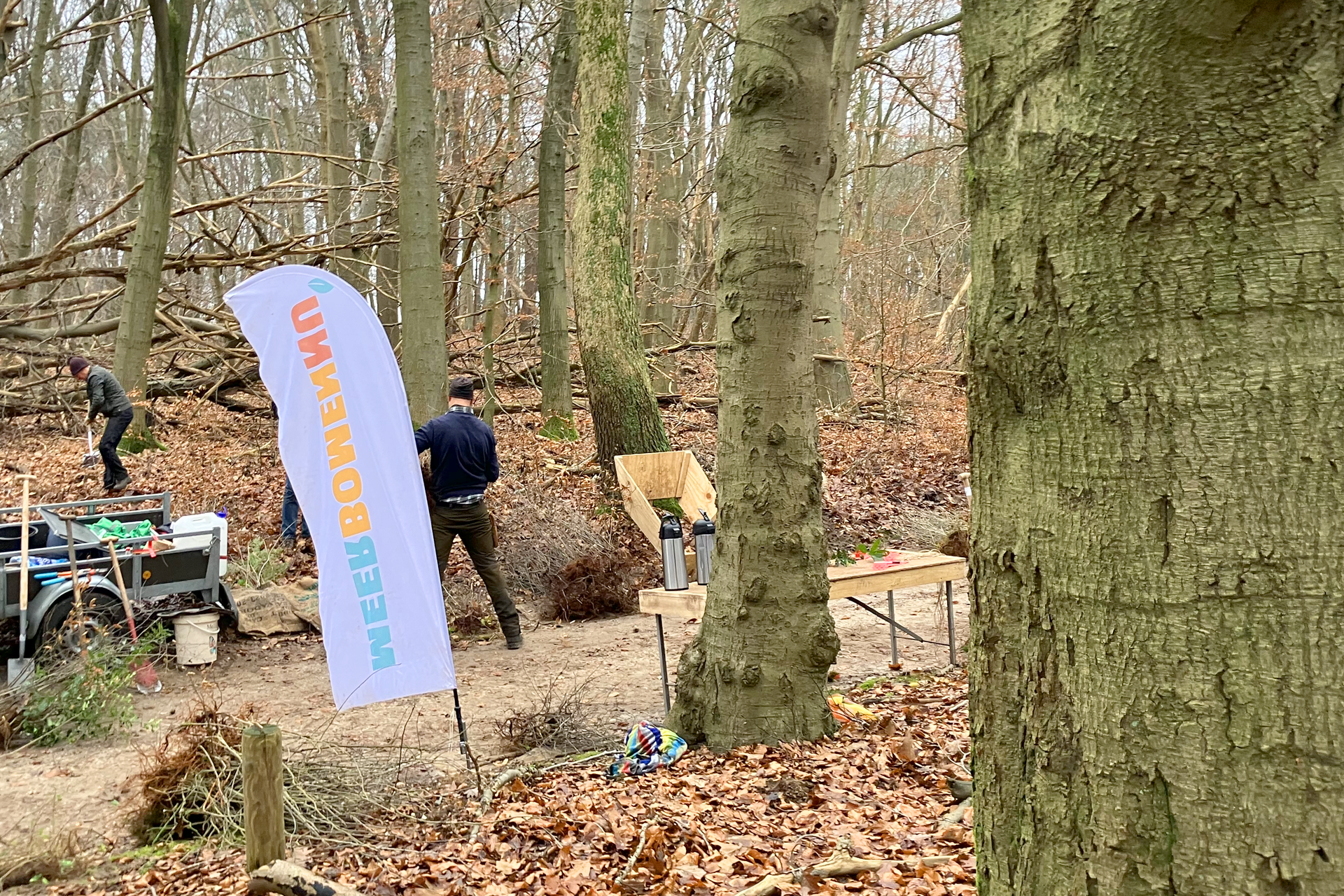
Meer Bomen Nu oogstdag

De zaailingen worden geoogst op locaties waar ze bijvoorbeeld te weinig licht krijgen of waar wordt gemaaid. De jonge bomen worden ofwel direct opgehaald om te verplanten of verzameld op zogenaamde bomenhubs waar ze worden ingekuild zodat de wortels niet uitdrogen. Op de uitdeeldagen kan iedereen de zaailingen ophalen. Meer Bomen Nu verplant met name inheemse soorten, maar sluit uitheemse soorten niet uit zolang ze niet invasief zijn. Ook deze soorten kunnen bijdragen aan het vergroten van biodiversiteit. Bij het oogsten worden invasieve soorten zoals bijvoorbeeld de woekerende Amerikaanse vogelkers door de vrijwilligers verwijderd van de oogstlocatie zodat weer ruimte ontstaat voor inheemse soorten. Ook zaailingen die ziek zijn worden niet verplant. 

## Bomenfestival
Op 25 oktober 2024 werd door Meer Bomen Nu in Vught het bomenfestival georganiseerd als start van de campagne van 2024. Een eerdere editie vond in 2021 plaats in het Nationaal Bomenmuseum in Doorn. Tijdens de Nationale Boomfeestdag op 15 november 2023 riep natuurminister Christianne van der Wal samen met directeur Staatsbosbeheer Sylvo Thijsen 2024 uit tot Jaar van het bos. Volgens de Bossenstrategie van de minister moet de hoeveelheid bos in Nederland voor 2030 met 10 procent vergroot worden. Dat komt neer op ongeveer honderd miljoen bomen en 37 duizend hectare nieuw bos – zo’n drieënhalf keer de oppervlakte van de stad Utrecht.

## Internationaal
Meer Bomen Nu is ook in andere landen actief. Onder andere in Duitsland (Mehr Bäume Jetzt sinds 2022), Engeland, Ierland, Schotland (More Trees Now sinds 2023) en Frankrijk (Vite Plus d’Arbres sinds 2024) worden zaailingen geoogst en verplant.